# フィヤルザビッグズ
座標: 北緯65度02分00秒 西経14度13分00秒 / 北緯65.03333度 西経14.21667度
フィヤルザビッグズ (Fjarðabyggð) は、アイスランドの東地方に位置する自治体。アイスランド語で「フィヨルドの集落」を意味する。

## 歴史
フィヤルザビッグズは、1998年に3つの自治体（エスキフィヨルズル、ネスコイプスタズル、レイザルフィヨルズル）が統合したことにより誕生した。その後フィヤルザビッグズは2006年にアウスツルビッグズ、ファウスクルズスフィアルザルフレーププル、ミョーアフィアルザルフレーププルを吸収合併した。

## 地理
フィヤルザビッグズは以下の町村により構成される。
| 項番 | 町村                           | 人口（2011年現在） |
| ---- | ------------------------------ | ------------------ |
| 1.   | ネスコイプスタズル             | 1,437              |
| 2.   | レイザルフィヨルズル           | 1,102              |
| 3.   | エスキフィヨルズル             | 1,043              |
| 4.   | ファウスクルーズスフィヨルズル | 662                |
| 5.   | ストズヴァルフィヨルズル       | 203                |
| 6.   | ミョウイフィヨルズル           | 35                 |

## 姉妹都市
フィヤルザビッグズの姉妹都市は次の通り。
- グラヴリーヌ（ファウスクルーズスフィヨルズル（アイスランド語版）との姉妹提携）
- スタヴァンゲル（ネスコイプスタズルとの姉妹提携）
- ユヴァスキュラ